# Povo Nanai ou Hezhen

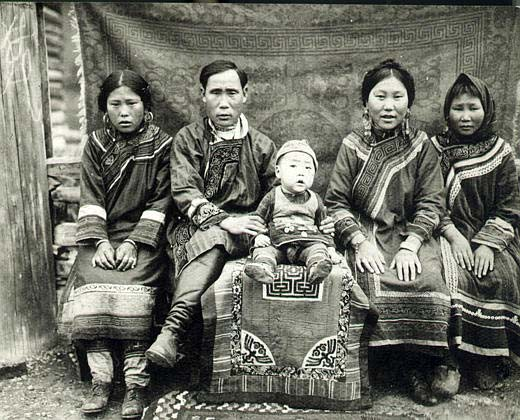
Família Nanai da Região de Amur

Os Hezhen (chinês: 赫哲族; pinyin: Hèzhé zú) ou Nanái (russo: нанайцы) são uma minoria étnica que habitam parte da Sibéria na região de Amur e seus afluentes no território de Khabarovsk e em parte da província de Heilongjiang, na República Popular Chinesa. O povo Nanai é um povo tungúsico do leste da Ásia que tradicionalmente viveu ao longo de Heilongjiang (Amur), Songhuajiang (Sunggari) e do rio Wusuli (Ussuri) na bacia do Médio Amur . Os ancestrais dos Nanai foram os Jurchens do extremo norte da Manchúria (fora da China - Manchúria russa ).
A população é de aproximadamente 12 000 pessoas na Rússia e quase 2000 na China, onde são uma das 56 minorias étnicas oficialmente reconhecidas pelo governo Chinês. Eles falam a língua Nanai, que se enquadra nas línguas tungúsica da família das línguas altaicas. Existindo alguns dialetos e subdialetos. Utilizam-se do sistema de escrita cirílico. A fé religiosa predominante segundo alguns estudiosos é o xamanismo. 
Dentro da economia Nanai, o foco principal é a pesca. Atualmente, muitos também atuam na criação de peixes e práticas agrícolas mais amplas, principalmente cultivando trigo e arroz. A caça também é importante para o povo Nanai, que visa caça como veados, javalis, raposas, lontras, linces e martas. Os Nanai normalmente pescam carpas, lúcios, bagres e salmões. O peixe é geralmente comido cru com temperos e junto com vegetais. Em sua região local, os Nanai são considerados especialistas em pesca, da qual tanto homens quanto mulheres, independentemente da idade, participam.
Embora algumas tradições antigas — especialmente no que diz respeito à cultura material — sobrevivam, os Nanai são hoje um povo moderno com um nível educacional relativamente alto. 